# 官厅镇 (怀来县)
官厅镇，是中华人民共和国河北省张家口怀来县下辖的一个乡镇级行政单位。

## 行政区划
官厅镇下辖以下地区：
官厅镇社区、豆营村、水关村、珠窝堡村、珠窝园村、曹窑村、石片村、鹰窝沟村、何家寨村、杏树洼村、鹿叫坡村、施庄村、南寨村、颜家沟村、北寨村、旧庄窝村、瓦窑村、西横岭村、水峪口村、安家漩村和幽州村。

## 交通
丰沙铁路：幽州站